# 프로스로기온

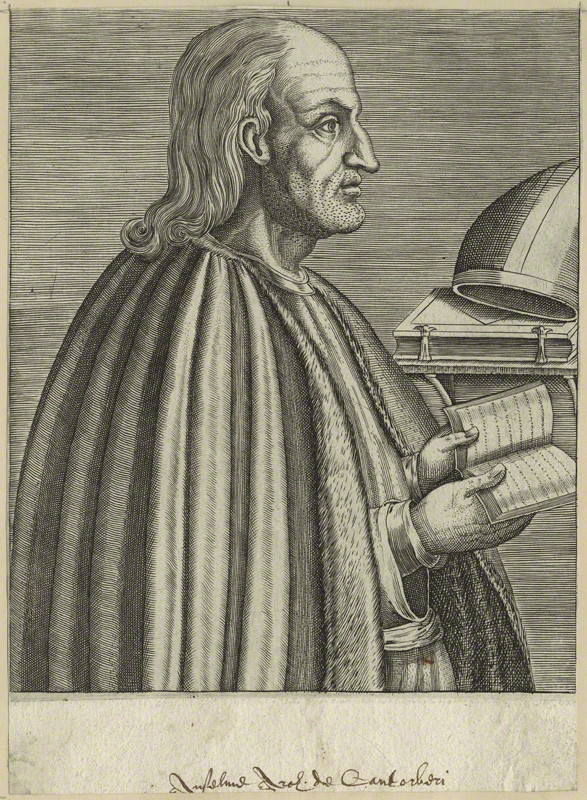

프로스로기온(Proslogion)은 안셈이 1077년에서 1078년 사이 쓴 작품으로 번역하면 '신의 존재에 대한 대화'(Discourse on the Existence of God)이다.  하나님의 속성에 대하여 하나님의 속성과 모순되는 요소를 다루고 있다. 안셈은 묵상을 하는중에 하나님의 존재대한 존재론적 논증이 만들어졌다.

## 이해를 추구하는 믿음
이해를 추구하는 신앙(Credo ut intelligam)은 라틴어로 "나는 믿는다. 그러므로 나는 이해할 수 있다"라는 말이다. 이 말은 캔터베리의 안셈이 그의 책 프로스로기온(Proslogion, 1)에서 사용한 유명한 말이다. 히포의 아우구스티누스의 말 "crede, ut intelligas(믿는다면 그러면 여러분들은 이해할 수 있다." Tract. Ev. Jo., 29.6)에 기초한 것이다. 믿음과 이성의 관계를 설명한 것이다. 안셈의 글에서는 나는 그렇게 생각한다 그러므로 나는 믿을 수 있다(intellego ut credam)라고 한다. 안셈은 나는 믿기위하여 이해를 추구하지 않는다. 오히려 나는 이해하기 위하여 믿는다(Neque enim quaero intelligere ut credam, sed credo ut intelligam)라고 하였다.  이 말은 종종 안셈의 유명한 말 이해를 추구하는 신앙 (fides quaerens intellectum)과 관련이 있다. 어거스틴은 이 말을 하나님에 관해  알기 위해서는 믿어야한다로 이해했다.

## 증명방법
안셈은 인간은 절대적으로 완전한 존재에 대한 관념을 가지고 있다고 주장한다. 절대적으로 완전한 속성이 존재해야 한다고 주장한다. 하나님은 그보다 더 큰 존재를 생각할 수 없는 존재로 이해된다. 대화(Proslogian, 1078)에서 (aliquid quo nihil maius cogitari possit, the being that which no greater can be thought)
그러나 그의 문제점은 추상적인 사고로부터 실재의 존재를 단정짓기 어렵다고 비판을 받는다.

## 목차내용
- 1. 하나님 명상을 위해서 정신을 일깨움
- 2. 하나님은 진실로 계십니다
- 3. 그는 없다고 할 수 없는 분이십니다
- 4. 어리석은 자는 어떻게 생각할 수 없는 것을 마음 속에서 말하였을까요
- 5. 없는 것보다는 있는 것이 나은 것 그것이 무엇이든 하나님은 바로 그것입니다
- 6. 몸이 아니신데 어떻게 느끼실까요
- 7. 많은 것을 할 수 없으신데 어떻게 전능하실까요
- 8. 어떻게 긍휼하시면서 겪지는 못하실까요
- 9. 온전히 정의로우시며 최고로 정의로우신 분이 어떻게 악인을 용서하실까요; 그는 악인들에게 정의롭게 긍휼을 베푸십니다
- 10. 어떻게 악인을 정의롭게 처벌도 하며 정의롭게 용서도 하실까요
- 11. 어떻게 주님의 가시는 모든 길을 긍휼이며 진리일까요; 하지만 주님은 자신의 모든 길에서 의로우신 분이십니다
- 12. 하나님은 자신이 사시는 삶 바로 그 자체이십니다; 이와 유사한 것들에도 마찬가지입니다
- 13. 다른 영들도 제한받지 않으며 영원한데 어떻게 하나님만 홀로 제한받지 않고 영원하신가요
- 14. 하나님은 어떻게 그리고 왜 그를 찾는 자들이 볼 수도 있고 볼 수 없기도 하신가요
- 15. 그는 생각할 수 있는 것보다 더 크십니다
- 16. 이것이 그가 거하시는 다가갈 수 없는 빛입니다
- 17. 하나님 안에는 조화, 향기, 맛, 부드러움과 아름다움이 있되 형언 할 수 없는 그의 방식으로 있다
- 18. 하나님과 바로 그 분이신 그의 영원함에는 아무런 쪼가리가 없습니다
- 19. 장소와 시간 중에 그가 계신 것이 아니라 이것들이 모두 그 분 안에 있습니다
- 20. 그는 모든 것 보다 심지어는 영원보다도 앞에 그리고 우위에 계십니다
- 21. 영원은 단수인가요 아니면 복수인가요
- 22. 그 분만이 자기 자신이 무엇이든 자기가 어떤 자이든 바로 그 자체이신 분입니다
- 23. 이 선은 동등하게 아버지이시고, 아들이시고 성령이십니다; 그리고 이 선은 필연적으로 하나입니다; 이것은 총체적이고, 온전하며 유일한 선이다
- 24. 이 선이 어떠한 선이며 얼마만큼의 선인지가를 가늠함
- 25. 이 선을 향유하는 자들이 어떤 선한 것들과 얼마만큼의 선한 것들을 가지는지
- 26. 이것이 주님께서 약속하신 충만한 즐거움이던가

## 같이 보기
- 존재론적 논증
- 이해를 추구하는 신앙
- fides quaerens intellectum